# Serengeti (gato)
O gato Serengeti é um felino híbrido, produto do cruzamento entre o gato-de-bengala e o gato oriental. A raça encontra-se em etapas de desenvolvimento, embora o objetivo final era de produzir um gato que teria a aparência de um serval, sem utilizar qualquer gato-salvagem, finalmente concluiu-se com essa nova raça.

## Origens
A raça é relativamente nova e segue-se crescendo rapidamente. O propósito era de criar uma raça de gato doméstico a aparência de um Leptailurus serval. Para isto, cruzaram um Gato-de-bengala (híbrido entre um gato de bengala) e um oriental.
É reconhecido pela TICA (The International Cat Association em inglês) desde 2001 e pela LOOF (Livre officiel des origines félines em francês) como uma "nova geração" de felinos.

## Características
Os gatos desta raça têm manchas pretas, com volta cinza ou marrom (dependendo de seus pais), pernas longas e orelhas grandes, ao contrário de gatos domésticos. Os machos são, portanto, um pouco maiores e mais pesados do que as fêmeas e podem pesar até 7 kg, as fêmeas geralmente pesam entre 4 e 6 kg.